# Mangu (Ndu)
Pour les articles homonymes, voir Mangu (homonymie).
Mangu est un village du Cameroun situé dans la commune de Ndu. Il est rattaché au département du Donga-Mantung, dans la région du Nord-Ouest.

## Géographie
Mangu est situé au centre de la commune de Ndu, à côté des villages de Wowo et de Njifah.

## Climat
Le climat, de type soudano-guinéen, est marqué par deux saisons et une pluviométrie unimodale. Durant la saison sèche, de novembre à mi-mars, les précipitations sont moindres, en particulier pendant les mois de janvier et février où les précipitations atteignent des valeurs proches de zéro. Pendant la saison des pluies, les précipitations dépassent parfois 400 mm par mois, en particulier en juillet, août et septembre. Chaque année, les précipitations vont de 1 300 à 3 000 mm, avec une moyenne de 2 000 mm.

## Population
Le Bureau central des recensements et des études de population (BCREP) a réalisé un recensement en 2005, le Répertoire actualisé des villages du Cameroun; le recensement évaluait à 1 192 le nombre d'habitants ; ce chiffre inclus 565 hommes et 627 femmes.
Mangu est un des 10 villages de la chefferie Wiya. Ses habitants se sont d'abord installés avec les villageois de Njifah et Ngulu-Makop dans une partie de la sous-division Nwa avant de finalement déménager là où ils vivent maintenant.

## Économie

### Agriculture
Plus de 90 % des villageois de la commune de Ndu vivent de l’agriculture. La diversité des sols de la région permet de cultiver une grande variété de produits. Ainsi on peut trouver de la culture d’huile de palme et de riz en basse altitude et des plantations de pomme de terre irlandaise en haute altitude. Les autres cultures fréquentes incluent le thé, l’huile de palme, les plantations de café, de riz, de maïs, de haricots, de pommes de terre, d'ignames ainsi que de bananes plantains. Divers systèmes de production agricole sont employés, parmi lesquels la jachère, la culture mixte, la monoculture, la culture continue et l'agriculture commerciale.

### Élevage
L’élevage est une activité structurante de la commune. Les bovins, chevaux, chèvres, moutons et volailles y sont nombreux.

## Système éducatif
Le village comprend deux écoles primaires, la GS Mangu et la IPS Mangu, qui sont néanmoins considérées comme rattachées à Ndu.

## Accès à l’eau
Le village n'a pas de point d’eau potable.

## Accès à l’électricité
Le village n'a pas accès à l’électricité.

## Santé et hôpitaux
Mangu comprend un centre de soins, le Mangu IHC.

## Réseau routier
Plusieurs routes rurales passent par Mangu et relient Wowo, Sinna et Nwa, Ndu et Njilah, et Ngdu à Mangu.